# White (KAT-TUN)
White è un brano musicale della boy band giapponese KAT-TUN, estratto come terzo singolo dall'album Chain. È stato pubblicato il 18 maggio 2011 ed è il quindicesimo singolo consecutivo del gruppo ad arrivare alla prima posizione della classifica Oricon dei singoli più venduti in Giappone. Il singolo è stato certificato disco d'oro dalla RIAJ per aver venduto 174 332 copie.

## Tracce
Regular Edition
1. White
2. Silence
3. Perfect
4. White (Original Karaoke)
5. Silence (Original Karaoke)
6. Perfect (Original Karaoke)

Regular Edition (First Press)
1. White
2. Yūki no Hana (勇気の花?)
3. Perfect
4. White (Original Karaoke)
5. Yūki no Hana (Original Karaoke)
6. Perfect (Original Karaoke)

## Classifiche
| Classifica (2010)                        | Posizione più alta |
| ---------------------------------------- | ------------------ |
| Giappone (Classifica settimanale Oricon) | 1                  |
| Giappone (Billboard Japan Hot 100)       | 1                  |